# GSC1871-1954
GSC1871-1954 — хімічно пекулярна зоря спектрального класу B8, що має видиму зоряну величину в смузі V приблизно 11,5.

## Пекулярний хімічний вміст
Зоряна атмосфера GSC1871-1954 має підвищений вміст 
Si
.